# Charlotte Mahler
Charlotte „Lotte“ Mahler (* 4. November 1894 in Krippehna; † 12. Juni 1973 in Frankfurt am Main) war langjährige Chefärztin am Frankfurter Bürgerhospital, um dessen Wiederaufbau sie sich in der Nachkriegszeit große Verdienste erwarb.

## Leben
Die Tochter des Pfarrers Franz Mahler verlor ihren Vater bereits mit fünf Jahren. Auch ihre Mutter verstarb bereits 1919, hatte ihrer Tochter aber die medizinische Ausbildung ermöglicht. Charlotte Mahler bestand im selben Jahr in Halle an der Saale das Staatsexamen und erhielt 1921 die Approbation. Mit dem bestandenen Rigorosum wurde sie zwei Jahre später zur Dr. med. promoviert. Daraufhin arbeitete sie weiterhin an der Friedrichs-Universität Halle, jedoch nun als Assistenzärztin an der Abteilung für chirurgische Tuberkulose. 1926 wechselte sie als Assistenzärztin zu Victor Schmieden im neuen Universitätsklinikum Frankfurt. 1929 wurde sie zur Titularoberärztin an der Chirurgischen Abteilung ernannt. Nach 16 Jahren als Oberärztin leitete sie nach Schmiedens Tod 1945/46 kommissarisch die Chirurgische Universitätsklinik. 1946 habilitierte sie sich über 360 operierte Lippen-Kiefer-Gaumenspalten. Von 1947 bis 1964 stand sie als Chefärztin der Chirurgischen Abteilung des Bürgerhospitals Frankfurt am Main vor. Sie spezialisierte sich auf Viszeralchirurgie und den Schluss von Lippen-Kiefer-Gaumenspalten bei Kindern. Charlotte Mahler ging mit 70 Jahren in Ruhestand. Der Nachfolger als Klinikchef wurde ihr Oberarzt Günther Vetter. Ihre Oberärztin Ingrid Hasselblatt-Diedrich wurde Chefärztin am Krankenhaus in Frankfurt-Sachsenhausen.
„Lotte“ Mahler starb im Alter von 78 Jahren und wurde auf dem Hauptfriedhof Frankfurt am Main beigesetzt. Sie hinterließ eine Pflegetochter. 

## Ehrungen
- Ehrenplakette der Stadt Frankfurt am Main (1964)
- Verdienstorden der Bundesrepublik Deutschland, Großes Verdienstkreuz (1964)[3]

## Publikationen
- Haemolytischer Ikterus und Milzextirpation. Dissertation Uni Halle, Halle 1923.[4]
- mit Victor Schmieden: Chirurgische Behandlung des Kehlkopfkrebses (Hdb. d. ges. Therapie, Bd. 1 (1926))
- mit Victor Schmieden: Blutsenkungsprobe bei chirurgischer Tuberkulose (Zbl. Chirurgie. 54 (1927), S. 2079f.)
- mit Victor Schmieden: Operationen an der Wirbelsäule und am Rückenmark (Chirurgische Operationslehre v. Bier, Braun, Kümmell, Bd. 1)
- Chirurgische Tuberkulose (Hdb. d. ärztlichen Begutachtung, Bd. 1 (1931))
- mit Victor Schmieden: Verletzungen der Wirbelsäule (Vorträge a. d. praktischen Chirurgie, H. 2 (1943))
- mit Victor Schmieden: Erfahrungen b. d. Begutachtung von Wirbelsäulenbrüchen. Der Chirurg 3 (1931)
- mit Victor Schmieden: Diagn. d. Tumors d. Glandula carotica. Med. Klinik (1935)
- Behandlung u. Verh. gelenknaher tuberkulöser Knochenherde (Archiv klin. Chirurgie 178 (1933))
- mit Victor Schmieden: Die Operation am Magen (Chirurgische Operationslehre, Bd. 3, 6. Auflage, Barth, Leipzig 1933, S. 36–150)
- Indikation und Technik der im Säuglings- und Kindesalter notwendigen Operationen (Medizinische (1954))